# Hibbertia paeninsularis
Hibbertia paeninsularis är en tvåhjärtbladig växtart som beskrevs av John McConnell Black. Hibbertia paeninsularis ingår i släktet Hibbertia och familjen Dilleniaceae. Inga underarter finns listade i Catalogue of Life.